# Championnat d'Italie de football de deuxième division 1974-1975
Navigation
Édition précédente Édition suivante
La saison 1974-1975 de Serie B, organisée par la Lega Calcio pour la vingt-neuvième fois, est la 43e édition du championnat de deuxième division en Italie. Les trois premiers sont promus directement en Serie A et les trois derniers sont relégués en Serie C.
À l'issue de la saison, Perugia termine à la première place et monte en Serie A 1975-1976 (1re division), accompagné par le vice-champion, Côme  et le troisième Vérone qui doit passer par un match de barrage.

## Compétition
La victoire est à deux points, un match nul à 1 point.
En cas d'égalité dans la zone de relégation, c'est la différence de buts qui prime. En cas d'égalité de points pour une place de promotion les barrages sont maintenus.

### Classement
| Rang | Équipe            | Pts  | J  | G  | N  | P  | Bp | Bc | Diff |
| ---- | ----------------- | ---- | -- | -- | -- | -- | -- | -- | ---- |
| 1    | Perugia           | 49   | 38 | 17 | 15 | 6  | 44 | 27 | +17  |
| 2    | Côme Calcio 1907  | 46   | 38 | 18 | 10 | 10 | 40 | 23 | +17  |
| 3    | Vérone R          | 45   | 38 | 16 | 13 | 9  | 39 | 30 | +9   |
| 4    | US Catanzaro      | 45   | 38 | 13 | 19 | 6  | 27 | 18 | +9   |
| 5    | Palermo           | 43   | 38 | 13 | 17 | 8  | 31 | 25 | +6   |
| 6    | Atalanta Bergamo  | 39   | 38 | 14 | 11 | 13 | 37 | 36 | +1   |
| 7    | Genoa CFC R       | 38   | 38 | 14 | 10 | 14 | 31 | 33 | -2   |
| 8    | Foggia R          | 38   | 38 | 10 | 18 | 10 | 31 | 35 | -4   |
| 9    | Brescia           | 37   | 38 | 10 | 17 | 11 | 24 | 28 | -4   |
| 10   | Pescara P         | 36   | 38 | 9  | 18 | 11 | 37 | 38 | -1   |
| 11   | Sambenedettese P  | 36   | 38 | 13 | 10 | 15 | 36 | 43 | -7   |
| 12   | Novara Calcio     | 35   | 38 | 10 | 15 | 13 | 30 | 33 | -3   |
| 13   | S.P.A.L.          | 35   | 38 | 13 | 9  | 16 | 38 | 42 | -4   |
| 14   | Football Brindisi | 35   | 38 | 11 | 13 | 14 | 32 | 38 | -6   |
| 15   | Tarente Sport     | 35   | 38 | 10 | 15 | 13 | 24 | 34 | -10  |
| 16   | Avellino          | 34   | 38 | 11 | 12 | 15 | 33 | 29 | +4   |
| 17   | Reggiana AC       | 34   | 38 | 9  | 16 | 13 | 33 | 36 | -3   |
| 18   | Alexandrie P      | 34   | 38 | 9  | 16 | 13 | 35 | 38 | -3   |
| 19   | AC Arezzo         | 33   | 38 | 9  | 15 | 14 | 35 | 44 | -9   |
| 20   | Parme             | 30-3 | 38 | 9  | 15 | 14 | 30 | 37 | -7   |

|  | Promotion en Serie A                        |
|  | Relégation en Serie C                       |
|  | P : Promu de Serie C R : Relégué de Serie A |

- Parme a une pénalité de trois points pour une tentative de corruption de match
- Reggiana AC et Alexandrie terminent à égalité de points et de différence de buts, un match d'appui est nécessaire, Reggiana gagne 2 à 1 à Milan et reste en Serie B
- Vérone et Catanzaro sont à égalité de points, un match de barrage est nécessaire pour déterminer le troisième promu, Vérone gagne 1 à 0 et est promu en Serie A.